# Pim van der Harst
Willem Marinus (Pim) van der Harst (Middelburg, 10 maart 1917 – Sommelsdijk, 14 juni 1994) was een Nederlands politicus van de CHU en later het CDA.
Hij werd geboren als zoon van Willem Marinus van der Harst (1885-1939), onder andere werkzaam als rijwielhersteller en autoverkoper, en Leuntje de Jonge (1886-????). In Utrecht deed W.M. van der Harst jr. de hbs en het avondlyceum en daarna begon hij midden 1936 zijn ambtelijke loopbaan als volontair bij de gemeentesecretarie van Zoutelande. Na twee jaar werd hij daar aangesteld als ambtenaar en enige tijd later ging hij werken bij de gemeentesecretarie van zijn geboorteplaats. Rond 1943 besloot hij om in Zeist onder te duiken. In Breukelen werd hij districtscommandant van de Binnenlandse Strijdkrachten (BS) en na de bevrijding ging hij werken bij het Militair Gezag. Hij was daar chef van de afdeling Documentatie van de Politieke Opsporingsdienst (POD) en later hoofd van de juridische afdeling van de Politieke Recherche Afdeling (PRA) waar de POD in was opgegaan. Verder was hij hoofd van het Bureau Contact van het Directoraat-Generaal voor Bijzondere Rechtspleging en was hij werkzaam bij het Rijksinstituut voor Oorlogsdocumentatie (RIOD) in Amsterdam. Begin 1948 ging hij als commies-redacteur werken bij de gemeentesecretarie van Abcoude. In januari 1952 werd Van der Harst benoemd tot burgemeester van de Zuid-Hollandse gemeente Valkenburg en in 1956 volgde zijn benoeming tot burgemeester van Ooltgensplaat en waarnemend burgemeester van Oude Tonge en Den Bommel. In januari 1966 fuseerden die drie gemeenten tot de gemeente Oostflakkee waarvan hij de burgemeester werd. In april 1982 ging Van der Harst daar met pensioen en midden 1994 overleed hij op 77-jarige leeftijd.